# قائمة شخصيات حكاية لعبة
هذه قائمة شخصيات من أفلام حكاية لعبة التي تتألف من حكاية لعبة وحكاية لعبة 2 وحكاية لعبة 3.

## الشخصيات الرئيسية

### وودي
صوت:
- توم هانكس (1995–حتى الآن)
- شربل أيوب (النسخ العربية الفصحى)

وودي هو دمية راعي بقر، ولعبة أندي المفضلة. يظهر في جميع أفلام حكاية لعبة، هو عادةً يتصرف كقائد العصابة. منافسته مع أشكال باز أساس قطعة الفيلم الأول. في حكاية لعبة 2، سُرق في ساحة البيع من قبل جامع لعب، مما تسبب في شروع الألعاب الأخرى لمهمة إنقاذ. في حكاية لعبة 3 هو والألعاب الأخرى نُقلوا إلى مركز رعاية.

وودي

### باز يطير
صوت:
- تيم ألين
- بلال بشتاوي (النسخ العربية الفصحى)

### جيسي
صوت:
- نسرين مسعود (النسخ العربية الفصحى)

## الشخصيات الثانوية

### الألعاب

#### ركس
صوت:
- ماهر الشوا (النسخ العربية الفصحى)

#### سلنكي
صوت:
- علي الزين (النسخ العربية الفصحى)

#### هام
صوت:
- حسن المصري (النسخ العربية الفصحى)

#### أستاذ بطاطس
صوت:
- سعد حمدان (النسخ العربية الفصحى)

#### مدام بطاطس
صوت:
- سمارة نهرا (النسخ العربية الفصحى)

#### باربي
صوت:
- رينيه غوش (النسخ العربية الفصحى)

#### بو بيب
صوت:
- إيمان بيطار (النسخ العربية الفصحى)

#### ويزي
صوت:
- فادي الرفاعي (النسخ العربية الفصحى)

### ألعاب بوني

#### تشاكلز
صوت:
- فادي الرفاعي (النسخ العربية الفصحى)

#### تريكسي
صوت:
- رنا الرفاعي (النسخ العربية الفصحى)

#### باتركاب
صوت:
- جورج طويل (النسخ العربية الفصحى)

## غير الألعاب

### البشر

#### بوني أندرسون
صوت:
كارين عودة (النسخ العربية الفصحى)

#### السيدة ديفيس
صوت:
إيمان بيطار (النسخ العربية الفصحى)

#### سيد
صوت:
- حسان حمدان (النسخ العربية الفصحى)